# Licensed to Ill
Licensed to Ill es el álbum debut de los Beastie Boys, publicado en 1986.  fue uno de los discos debut más vendidos de Columbia Records hasta la fecha y llegó a vender más de 9 millones de copias en los Estados Unidos.
La revista Rolling Stone lo posicionó #217 en su lista de los 500 mejores álbumes de todos los tiempos, y #48 en su lista "100 Best Debut Albums of All Time".

## Contexto

### Portada
El arte conceptual del disco fue diseñado por World B. Omes (David Gambale). Muestra a un avión que se estrella contra una superficie. La parte trasera contiene la nariz de la aeronave siendo aplastada por una pared rojiza, que parece ser una formación natural. 
El artista explicó que la idea del jet le vino cuando la banda y él leían Hammer of the Gods, de Stephen Davis. El libro es una biografía no autorizada de la banda británica Led Zeppelin, publicada en 1985. En la obra se cuenta que la banda tenía un jet privado, dentro de todas sus excentricidades. Rick Rubin, productor involucrado en el proceso de grabación y de la creación de la portada lo explicó asíː

“En ese momento, acababa de leer Hammer of the Gods, una biografía salvaje sobre los excesos del rock de Led Zeppelin. En el libro hay una fotografía del jet privado de Led Zeppelin y la idea de esta portada vino de eso. Los Beastie Boys eran sólo un grupo de chicos empezando y queríamos tener un jet propio. Quería abrazar y de alguna manera distinguir, de una manera sarcástica, el estilo de vida del rock’n’roll más grande que la vida”.
Rick Rubin

El jet en el que se inspiró la portada era el Starship, un Boeing 720 con infinitas comodidades como chimeneas, habitaciones para cada miembro de la banda. En realidad el avión no era de Led Zeppelin, pues el músico Bobby Sherman lo rentaba a artistas y millonarios. Led Zeppelin fue el primer usuario del avión, entre 1973 y 1975. Se usó para la gira norteamericana de la banda.
Otras influencias para la portada fueron los accidentes aéreos donde murieron Otis Redding; Buddy Holly, Ritchie Valens y algunos miembros de Lynyrd Skynyrd.

## Personal
- Beastie Boys – grupo, producción
- Joe Blaney – mezcla
- Steven Ett – ingeniero de audio
- Kerry King – guitarra en "No Sleep till Brooklyn"
- Rick Rubin – productor
- Howie Weinberg – masterización
- Steve Byram – dirección de arte
- Sunny Bak – fotografía
- World B. Omes (David Gambale) – arte de la carátula
- Keene Carse - trombón
- Danny Lipman - trompeta
- Tony Orbach - saxo tenor

## Lista de canciones
Todas las canciones escritas y compuestas por Beastie Boys y Rick Rubin, excepto donde se indique. 
| N.º | Título                                                                 | Duración |  |
| 1.  | «Rhymin & Stealin»                                                     | 4:08     |  |
| 2.  | «The New Style»                                                        | 4:36     |  |
| 3.  | «She's Crafty»                                                         | 3:35     |  |
| 4.  | «Posse in Effect»                                                      | 2:27     |  |
| 5.  | «Slow Ride»                                                            | 2:56     |  |
| 6.  | «Girls»                                                                | 2:14     |  |
| 7.  | «(You Gotta) Fight for Your Right (To Party!)»                         | 3:28     |  |
| 8.  | «No Sleep till Brooklyn»                                               | 4:07     |  |
| 9.  | «Paul Revere» (Adam Horovitz, Darryl McDaniels, Rubin, Joseph Simmons) | 3:41     |  |
| 10. | «Hold It Now, Hit It»                                                  | 3:26     |  |
| 11. | «Brass Monkey»                                                         | 2:37     |  |
| 12. | «Slow and Low» (McDaniels, Rubin, Simmons)                             | 3:38     |  |
| 13. | «Time to Get Ill»                                                      | 3:37     |  |

## Posiciones en las listas

### Álbum
| Año  | Chart                    | Posición |
| ---- | ------------------------ | -------- |
| 1986 | The Billboard Pop Albums | 1        |
| 1986 | Top Hip-Hop/R&B Albums   | 2        |

| Chart (2012)                  | Posición |
| ----------------------------- | -------- |
| U.S. Billboard 200            | 18       |
| U.S. Billboard Catalog Albums | 1        |
| U.S. Billboard Digital Albums | 6        |

### Sencillos
Billboard (Norteamérica) – Sencillos
| Año  | Sencillo                                       | Chart                              | Posición |
| ---- | ---------------------------------------------- | ---------------------------------- | -------- |
| 1986 | "Hold It Now, Hit It"                          | Hot R&B/Hip-Hop Singles & Tracks   | 55       |
| 1986 | "Hold It Now, Hit It"                          | Hot Dance Music/Maxi-Singles Sales | 41       |
| 1986 | "The New Style"                                | Hot R&B/Hip-Hop Singles & Tracks   | 22       |
| 1986 | "Paul Revere"                                  | Hot Dance Music/Maxi-Singles Sales | 20       |
| 1987 | "Paul Revere"                                  | Hot R&B/Hip-Hop Singles & Tracks   | 34       |
| 1987 | "Paul Revere"                                  | Hot Dance Music/Club Play          | 41       |
| 1987 | "(You Gotta) Fight for Your Right (To Party!)" | The Billboard Hot 100              | 7        |
| 1987 | "Brass Monkey"                                 | The Billboard Hot 100              | 48       |
| 1987 | "Brass Monkey"                                 | Hot R&B/Hip-Hop Singles & Tracks   | 83       |